# Olga Ladiženskaja
Olga Aleksandrovna Ladyženskaja, rus. Óльга Алекса́ндровна Лады́женская , (7. ožujka 1922. – 12. siječnja 2004.) bila je ruska matematičarka poznata po svom radu oko parcijalnih diferencijalnih jednadžbi (osobito Hilbertov devetnaesti problem ) i dinamici fluida.  Pružila je prve stroge dokaze za konvergenciju metode konačnih razlika za Navier-Stokesove jednadžbe.  Bila je učenica Ivana Petrovskog, Dobitnica je Zlatne medalje Lomonosova 2002. godine.

## Biografija
Ladyženskaja je rođena i odrasla u Kologrivu.  Bila je kći učitelja matematike kojemu se pripisuje njezina rana inspiracija i ljubav prema matematici.  U listopadu 1939. godine njezin je otac uhićen od strane NKVD-a i ubrzo ubijen.  Mlada Olga uspjela je završiti srednju školu, ali joj je, zbog toga što je njezin otac bio "neprijatelj naroda", bilo zabranjeno pohađati Lenjingradsko sveučilište.
Nakon smrti Josipa Staljina 1953. godine, Ladiženskaja je predstavila svoju doktorsku disertaciju i dobila je diplomu koju je davno zaradila. Nastavila je predavati na sveučilištu u Lenjingradu i na Institutu Steklovu, pri čemu je ostala u Rusiji i nakon raspada Sovjetskog Saveza i velike deflacije plaća za profesore.
Ladiženskaja je ušla u uži izbor za potencijalne primatelje Fieldsove medalje iz 1958., koja je kraju dodijeljena Klausu Rothu i René Thomu.

## Publikacije
- Ladyzhenskaya, O. A. 1969. [1963] The Mathematical Theory of Viscous Incompressible Flow. Mathematics and Its Applications. Revised Second izdanje. Gordon and Breach. New York–London–Paris–Montreux–Tokyo–Melbourne. str. XVIII+224. MR 0254401. Zbl 0184.52603 CS1 održavanje: nepreporučeni parametar - origyear (pomoć) ,
- Ladyženskaja, O. A.; Solonnikov, V. A.; Ural'ceva, N. N. 1968. Linear and quasi-linear equations of parabolic type. Translations of Mathematical Monographs. American Mathematical Society. Providence, RI. str. XI+648. MR 0241821. Zbl 0174.15403 Ladyženskaja, O. A.; Solonnikov, V. A.; Ural'ceva, N. N. 1968. Linear and quasi-linear equations of parabolic type. Translations of Mathematical Monographs. American Mathematical Society. Providence, RI. str. XI+648. MR 0241821. Zbl 0174.15403 ,
- Ladyzhenskaya, Olga A.; Uralt'seva, Nina N. 1968. Linear and Quasilinear Elliptic Equations. Mathematics in Science and Engineering. Academic Press. New York and London. str. XVIII+495. MR 0244627. Zbl 0164.13002 Ladyzhenskaya, Olga A.; Uralt'seva, Nina N. 1968. Linear and Quasilinear Elliptic Equations. Mathematics in Science and Engineering. Academic Press. New York and London. str. XVIII+495. MR 0244627. Zbl 0164.13002 ,
- Ladyzhenskaya, O. A. 1985. The Boundary Value Problems of Mathematical Physics. Applied Mathematical Sciences. Springer Verlag. Berlin–Heidelberg–New York. str. XXX+322. ISBN 0-521-39922-X. MR 0793735. Zbl 0588.35003 Ladyzhenskaya, O. A. 1985. The Boundary Value Problems of Mathematical Physics. Applied Mathematical Sciences. Springer Verlag. Berlin–Heidelberg–New York. str. XXX+322. ISBN 0-521-39922-X. MR 0793735. Zbl 0588.35003  (u prijevodu Jack Lohwater).
- Ladyzhenskaya, O. A. 1991. Attractors for Semigroups and Evolution Equations. Lezioni Lincee. Cambridge University Press. Cambridge. str. xi+73. MR 1133627. Zbl 0755.47049

## Počasti
Dana 7. ožujka 2019. godine, na 97. obljetnicu rođenja Ladiženskaje, tražilica Google je izdala Google Doodle u znak sjećanja na nju.  U popratnom komentaru piše: "Današnji Doodle slavi Olgu Ladyzhenskaya, rusku matematičarku koja je trijumfirala nad osobnom tragedijom i preprekama da postane jedan od najutjecajnijih mislilaca svoje generacije."